# Kirche Hl. Nikolaus (Eger)
Die Kirche der Überführung der Reliquien des Hl. Nikolaus (serbisch:  Храм преноса моштију Светог оца Николаја, Hram prenosa moštiju Svetog oca Nikolaja, ungarisch: Szent Miklós Görögkeleti-szerb-templom oder Rác-templom) ist eine serbisch-orthodoxe Kirche in der ungarischen Stadt Eger.
Das Gotteshaus ist der Überführung der Reliquien des Hl. Vaters Nikolaus geweiht und ist die Pfarrkirche der Pfarrei Jegra im Dekanat Buda der Eparchie Buda der serbisch-orthodoxen Kirche.

## Geschichte
Während der Zeit der Türkenkriege suchten viele Serben in Ungarn Zuflucht und kamen so auch nach Eger. Ab dem 17. Jahrhundert nutzten sie die Kirche des Augustinerordens. An gleicher Stelle wurde 1785 bis 1788 die heutige Kirche im Zopfstil nach Plänen von János Povolni und mit persönlicher Erlaubnis von Kaiser Joseph II. errichtet. Die Ikonostase schnitzte Nikola Janković 1789–1791, die Bilder schuf der Wiener Maler Anton Kuchlmeister.
Die Ausstattung der Kirche gehört zu den kostbarsten ihrer Art in Ungarn. Die Kirche wird heute als Museum genutzt.

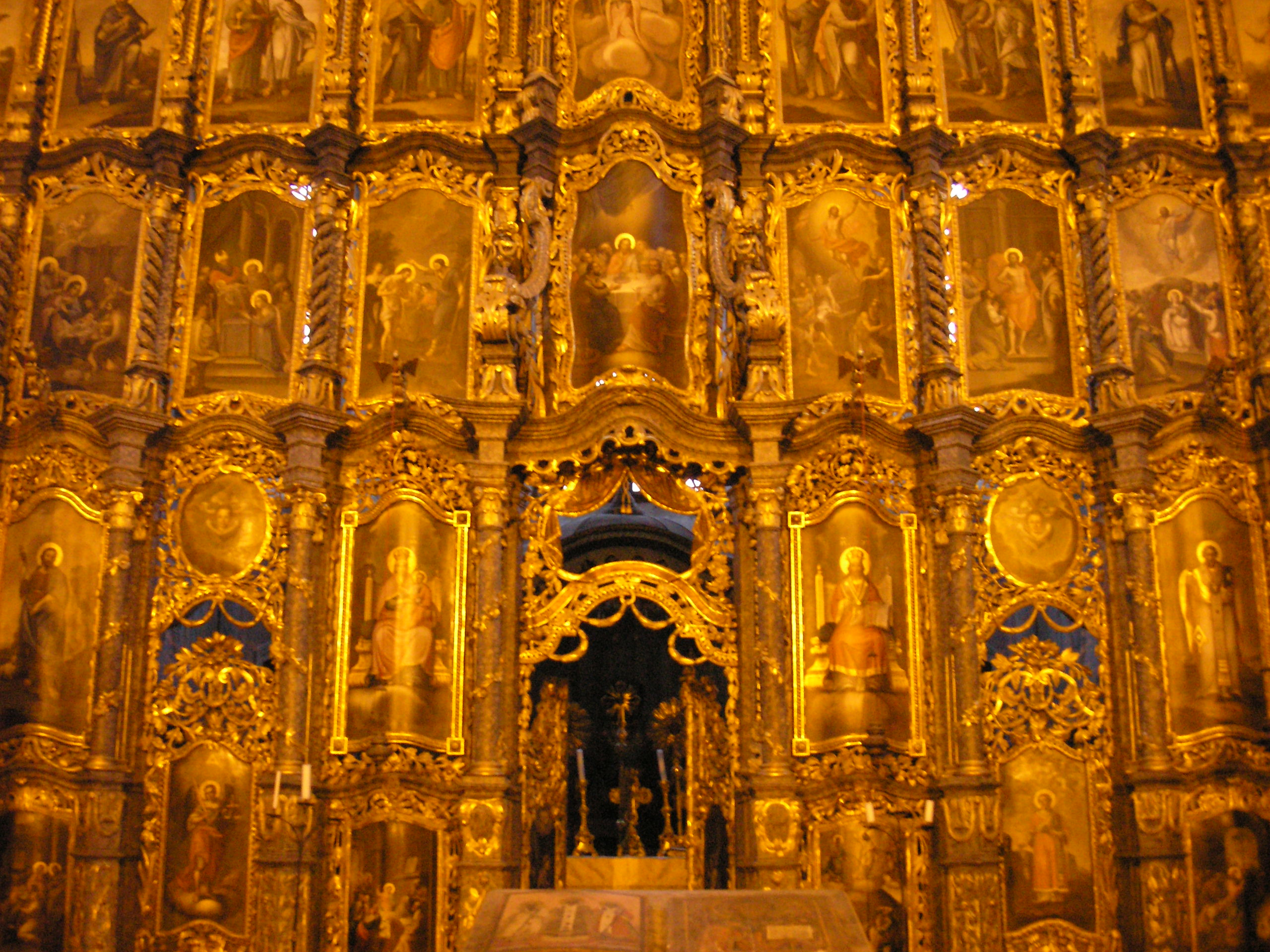
Detail der Ikonostase